# Ancinus depressus
Ancinus depressus is een pissebed uit de familie Ancinidae. De wetenschappelijke naam van de soort is voor het eerst geldig gepubliceerd in 1818 door Say.